# Boloňský proces
Boloňský proces je dohoda 47 evropských i mimoevropských států, které chtějí zvýšit dostupnost, přitažlivost a kvalitu vysokoškolského vzdělávání a vytvořit Evropskou oblast vysokoškolského vzdělávání (EHEA). Jedním z dílčích cílů je podpořit mezinárodní mobilitu studentů a učitelů a zavést srovnatelné vysokoškolské tituly, aby se podpořilo vzájemné uznávání dosaženého vzdělání a tím i zaměstnatelnost absolventů. Boloňský proces zahájila Boloňská deklarace z 19. června 1999, původně za účasti 30 evropských států včetně České republiky. Do roku 2011 se připojilo dalších 17 států (mj. Arménie, Kazachstán, Turecko), jejichž ministři se každé dva roky scházejí na společných konferencích. Poradními členy jsou UNESCO, Rada Evropy, Asociace evropských univerzit (EUA) a další. Boloňský proces nevznikl z iniciativy EU, do jejíž kompetence školství nepatří, a nijak na ní nezávisí.

## Historie
25. května 1998 se sešli v Paříži ministři školství Francie, Itálie, Německa a Spojeného království a podepsali Sorbonnskou deklaraci o harmonizaci struktury vysokoškolského vzdělávání. Ministři v ní vyzvedli význam vysokoškolského vzdělávání pro Evropu, jeho spojení s vědou a výzkumem i nezávislost akademických institucí. Dohodli se, že budou ve svých zemích usilovat zejména o tyto dílčí cíle:
- srozumitelný a srovnatelný systém vysokoškolských titulů,
- rozdělení studia do dvou (později tří) cyklů,
- zavedení jednotného systému kreditů (ECTS),
- podporu mobility studentů i učitelů a spolupráce vysokých škol, včetně společných studijních programů,
- spolupráce při zajišťování kvality studia.

Na dalších pravidelných konferencích (2001 Praha, 2003 Berlín, 2005 Bergen, 2007 Londýn, 2009 Lovaň a 2010 Budapešť a Vídeň) se tyto cíle dále rozšiřovaly a zpřesňovaly, a k dohodě přistupovaly další státy. Zároveň jednotlivé státy přikročily k realizaci těchto reforem, které ovšem probíhaly a probíhají různým tempem. Některé země nařídily rozdělení studia zákonem, jiné je vysokým školám a akreditačním institucím doporučily. V ČR bylo dělené studium zavedeno už v zákoně 111 z roku 1998, v roce 2011 je většina studijních programů rozdělena, s výjimkou studia medicíny, práv, teologie a některých dalších oborů. České vysoké školy se podílejí na řadě společných programů Erasmus Mundus a na různých výměnných programech.

## Struktura studia
Většina členských zemí měla zavedený systém čtyř- až šestiletého studia, který předpokládal, že se student hned po maturitě rozhodne pro určitý, ve společenských vědách většinou velmi úzký obor. Dokud na vysoké školy vstupovalo jen několik procent věkového ročníku, mohli absolventi počítat s tím, že se v tomto oboru také uplatní jako badatelé a učitelé. Od 60. let 20. století se však počet studentů rychle zvyšoval, přibývalo nerozhodnutých uchazečů, kteří obor několikrát měnili a když počet studentů dosahoval 50 % ročníku, nebylo „dlouhé“ studium finančně únosné ani pro chudší studenty, ani pro stát.
Konference ministrů v Bergenu roku 2005 definovala žádoucí cílový stav takto:
- 1. cyklus (bakalářský) – 180–240 kreditů
- 2. cyklus (magisterský) – 90–120 kreditů
- 3. cyklus (doktorský) – není vymezen kredity.

Akademický rok přitom odpovídá 60 ECTS kreditům, to jest asi 1500–1800 hodinám studentovy práce (včetně cvičení, praxí, studia v knihovně i doma). Tento systém je blízký struktuře studia v USA nebo v Japonsku.

## Evropská oblast vysokoškolského vzdělávání
Na konferenci roku 2010 byla oficiálně vyhlášena Evropská oblast vysokoškolského vzdělávání (EHEA) jako instituce pověřená koordinací Boloňského procesu, včetně pořádání pravidelných konferencí.